# 望城坡站 (长沙市)
望城坡站，位于中华人民共和国湖南省长沙市岳麓区西二环西侧、汽车西站客运大楼（最底层和站厅层连通）与公交多层停车场之间的游园东路地下，是长沙地铁2号线的地铁车站。2014年4月29日开通时是2号线西端终点站，次年12月28日连接梅溪湖片区的西延线通车后成为中途站。现在2号线各站及列车地图均在本站名后面加注汽车西站。

## 车站

### 车站结构
| 地下 一层 | 站厅层                              | 站厅、售票机、客服中心、便利店、出入口    |  |
| 地下 二层 |                                     | 2号线列车开往梅溪湖西（下一站：梅溪湖东） |  |
| 地下 二层 | 岛式月台，左边车门将会开启          |                                           |  |
| 地下 二层 | 2号线列车开往光达（下一站：金星路） |                                           |  |

### 外观
- 2号线列车停靠望城坡(汽车西站)

## 车站周边
- 湖南财政经济学院
- 湖南第一师范学院
- 汽车西站
- 望城坡派出所